# Djupfjordstraumen bro
68°37′13.1″N 15°25′54.1″Ø / 68.620306°N 15.431694°Ø
Djupfjordstraumen bro er en bro som krydser Djupfjorden på Hinnøya i Sortland kommune i Nordland fylke  i Norge. Den er en del af riksvej 822. Broen er en spændbetonbro, bygget efter frit frembyg-metoden (Cantileverbro), på 346 meter og med et hovedspænd på 190 meter. Gennemsejlingshøjden er 16 meter. Broen blev åbnet den 21. oktober 1983. Sammen med Brokløysatunnelen afløste den færgestrækningen mellem Sortland og Djupfjorden.
Djupfjordstraumen bro ble projekteret af firmaet Aas-Jakobsen AS, Oslo.